# Luca Urlando
Gianluca Urlando, detto Luca (Sacramento, 16 marzo 2002), è un nuotatore statunitense, specializzato nella farfalla.

## Biografia
Figlio dell'ex discobolo italiano Alessandro Urlando e nipote del martellista olimpionico Giampaolo Urlando, si allena presso l'Università della Georgia.
Nel 2019 conquista cinque medaglie d'oro, tra gare individuali e staffette, ai mondiali giovanili di Budapest. Nel 2024 ha preso parte alle Olimpiadi di Parigi, classificandosi al diciassettesimo posto nei 200 metri farfalla.
Nel 2025, ai mondiali in vasca lunga di Singapore, si aggiudica il suo primo metallo iridato a livello senior, salendo sul gradino più alto del podio nei 200 metri farfalla con il crono di 1'51"87.

## Palmarès
- Mondiali

Singapore 2025: oro nei 200m farfalla.
- Mondiali giovanili

Budapest 2019: oro nei 200m sl, nei 200m farfalla, nella 4x100m sl, nella 4x200m sl e nella 4x100m sl mista.